# Olivierosuchus
Olivierosuchus es un género extinto de terápsido terocéfalo que vivió durante el Triásico inferior en lo que ahora es África. Es un miembro de la familia Akidnognathidae. Los fósiles de Olivierosuchus han sido hallados en la Zona Faunística de Lystrosaurus en Sudáfrica. A diferencia de otros akidnognátidos como Moschorhinus, tenía un hocico estrecho y pocos dientes postcaninos. Una característica distintiva de Olivierosuchus era su borde afilado cerca de la coanas, una abertura craneal en el paladar. Bultos y proyecciones cubrían el pterigoides, un hueso que forma parte del paladar.
Olivierosuchus fue el principal depredador en la parte inferior de la Zona Faunística de Lystrosaurus y vivió junto a otros grandes terápsidos como Moschorhinus. La alta diversidad de akidnognátidos en esta localidad sugiere que el grupo se recuperó rápidamente tras la Extinción masiva del Pérmico-Triásico, una extinción en masa en la cual muchos otros grupos de terápsidos desaparecieron.
Un molde de una madriguera descrito en 2010 en este sitio ha sido atribuido a Olivierosuchus o a un terocéfalo emparentado. La madriguera es recta y amplia e incluye una rampa de entrada y una cámara de habitación. Restos de un individuo juvenil del dicinodonte Lystrosaurus fueron hallados en la madriguera, pero este era demasiado pequeño como para haber cavado esta estructura. Es posible que la madriguera fuera hogar de un Olivierosuchus que había guardado los restos del dicinodonte en el túnel. Otros tetrápodos carnívoros también crean madrigueras rectas para almacenar comida en estas, reforzando esta posible interpretación de la madriguera surafricana.